# 保科正棟
保科 正棟（ほしな まさたか、安永7年（1778年） - 没年不明）は江戸時代後期の旗本。飯野藩主家分家の旗本保科氏第8代目当主で寛政重修諸家譜編纂当時の同家当主である。諱は正棟。通称は永次郎。父は保科正恒。兄姉は堀秀貞（幾太郎）の正室、正実（大次郎）。寛政重修諸家譜編纂時点の正室は石川政本（宮次郎）の娘で子は鐵作。また婚約者あるいは継室に本家飯野藩主保科正率の娘。石高は上野国群馬郡・吾妻郡のうち2500石。
知行2500石と虎ノ門新道に屋敷を持つ保科栄次郎とその子保科正敬（俊太郎）の先祖であるが、具体的な続柄は不明である。

## 生涯
兄である正実（大次郎）は父・正恒より先に早世し、父も寛政9年12月6日（1798年1月22日）に死去したために同年12月26日（1798年2月6日）に20歳で父の家督を継ぎ、翌寛政10年3月15日（1798年4月9日）に徳川家斉に初めて御目見えを済ませる。
寛政重修諸家譜において正室を石川政本の女のみを記載しているが、本家にあたる飯野藩主保科正率の娘を婚約者または継室として迎えているために須原屋茂兵衛蔵板武鑑の飯野藩主家保科家の系図において正率の娘として「保科永次郎正棟室」の記載がある。
江戸城多門櫓文書において、保科栄次郎の祖父を「保科主税」としているものの「保科主税」が正棟にあたるのか、正棟の子として寛政重修諸家譜に載る鐵作にあたるのか、または鐵作とは別の正棟の実子または養子であるかは定かではない。ちなみに「保科主税」は西の丸書院番士になっている。